# 公寓

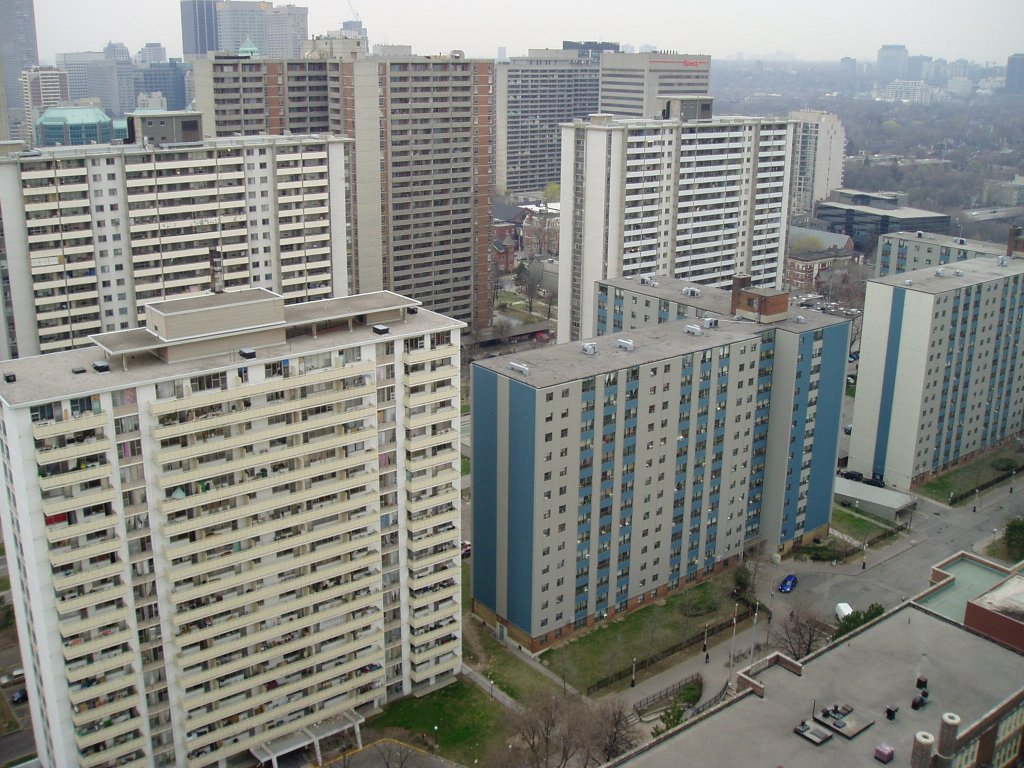
加拿大多倫多聖詹姆斯敦社區的低收入公寓

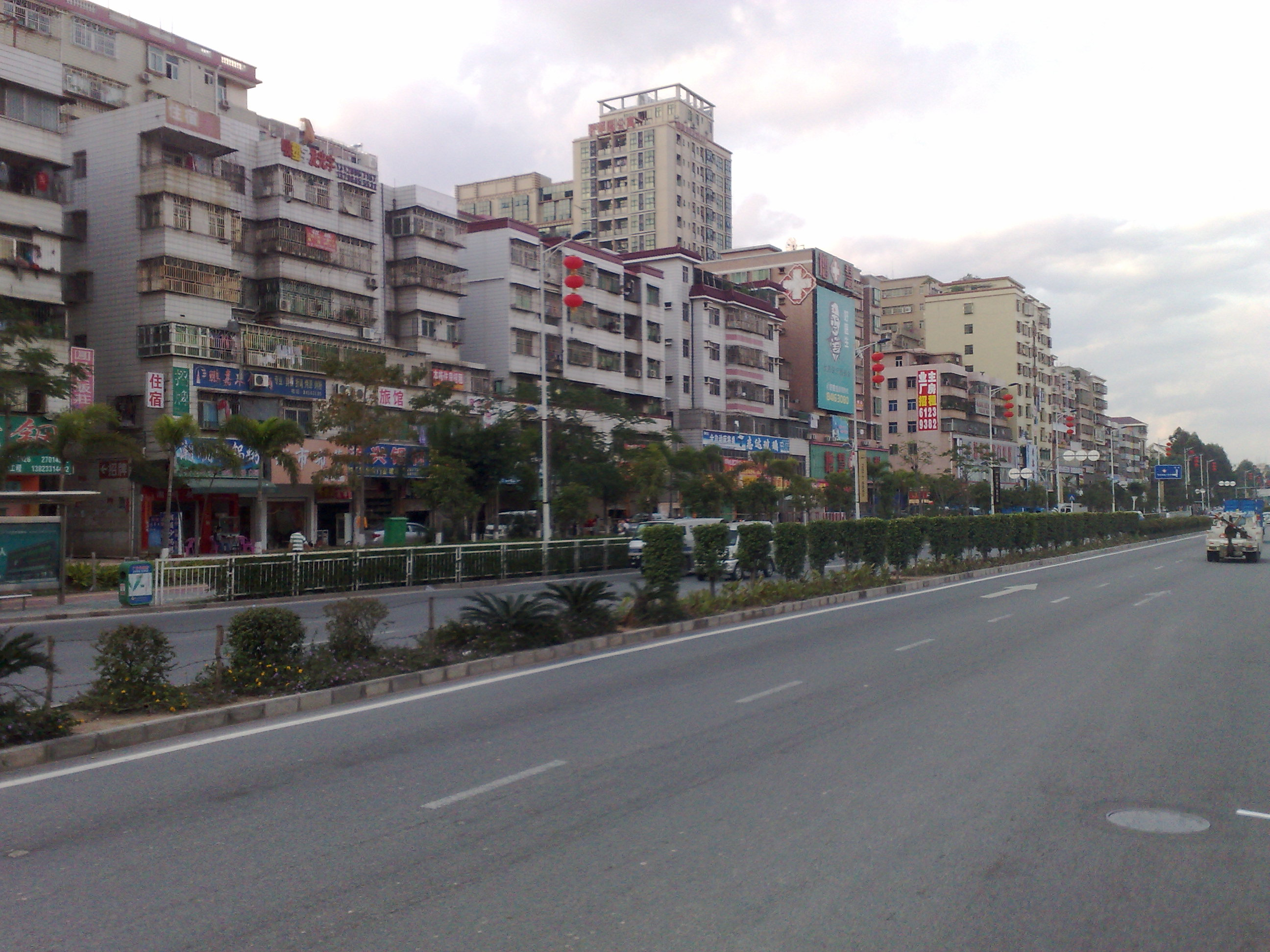
中国深圳市龙岗区坂田街道公寓

公寓（美式英文：apartment，英式英文：flat，澳大利亚英文：unit）為集合式住宅的一種，是城市的特有現象。具体来说，公寓是在建筑物中自成一体的住宅单元，通常会占据建筑物的特定一层。公寓的住房产权各不相同，它可以是大规模的公營住宅，又可以是法律上的公寓大厦（包含多個公寓單位的大楼）内的业主自营（例如公寓楼共有制度），也可以是从私人房东处租赁的租户（参见租約）。

## 历史
在古羅馬時代已經有因蘇拉供平民階級居住。
公寓在華人社會最早出現在上海的弄堂或華南的唐樓。隨著城市化，在香港、中國大陸或新加坡等地，在國家政策積極運作下，興建以公屋、經濟適用房及組屋等名稱的公寓式集合式住宅。另外，包含上述地區及臺灣的華人地區，今亦有大量私人投資的公寓建築，這些因素都讓公寓於這些地區成為城市居民主要的居住形式。據統計，臺灣百分之七十五的人口居住於以公寓為主的集合式住宅。
在中國大陸稱為單元楼或居民楼，香港稱為單位，指的是一種生活設施齊備，但只占建築一部分的居住形態。公寓可能戶主自行購買的，或者自業主租入的。

## 日常维护
在中国大陆，所有物业管理依据国务院公布的《物业管理条例》进行管理。新建公寓在住户达到一定数目选出业主委员会。由业主委员会委托物业公司进行管理和维护。

## 與公寓大廈的區別
在北美，公寓（Apartment）和公寓大廈（Condominium）的區別並不在於房屋類型，而是在於產權，公寓往往是由一個專門的機構或者公司擁有產權，然後將每一戶單獨出租，而不單獨售賣；公寓大廈則每一戶都是由不同的個人或者集體擁有產權。從房屋類型上來說，兩者可以任意轉換，但實際上由於產權的原因會略顯複雜。